# Vauban (Freiburg)
Vauban [voˈbɑ̃ː] je čtvrť ve Freiburgu v Německu nacházející se na jih od centra města. Byla postavena jako „modelová udržitelná čtvrť“ na místě bývalé francouzské vojenské základny pojmenované po Sébastienovi Le Prestre de Vauban, francouzském maršálovi ze 17. století, který měl ve Freiburgu na starost stavbu opevnění v době, kdy byl region pod francouzskou správou. Stavba byla zahájena v roce 1998  a první dva obyvatelé se přistěhovali v roce 2001.

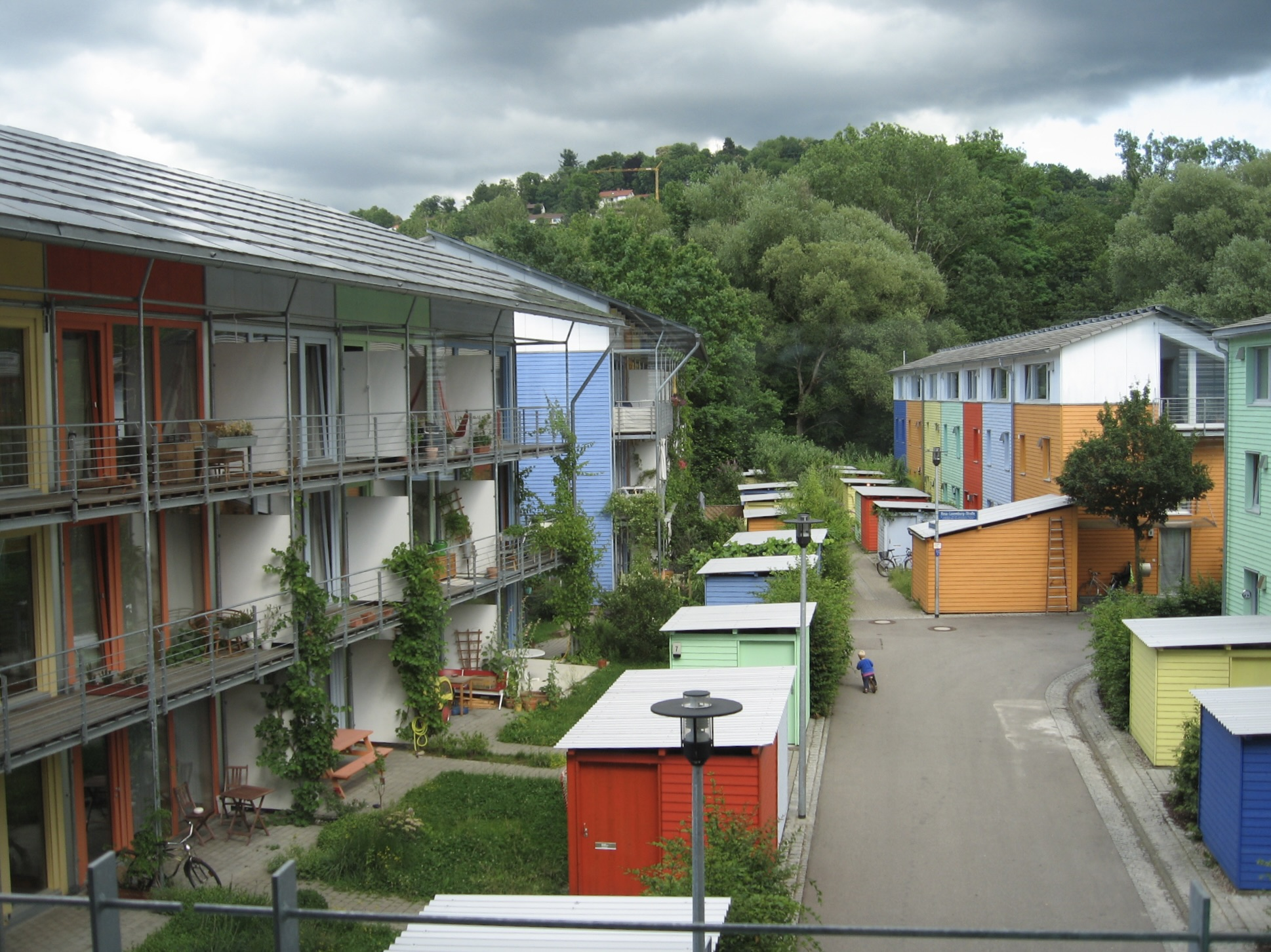
Výrazné barvy užité ve Vaubanu dohromady tvoří rozmanité prostředí čtvrti

## Udržitelné budovy

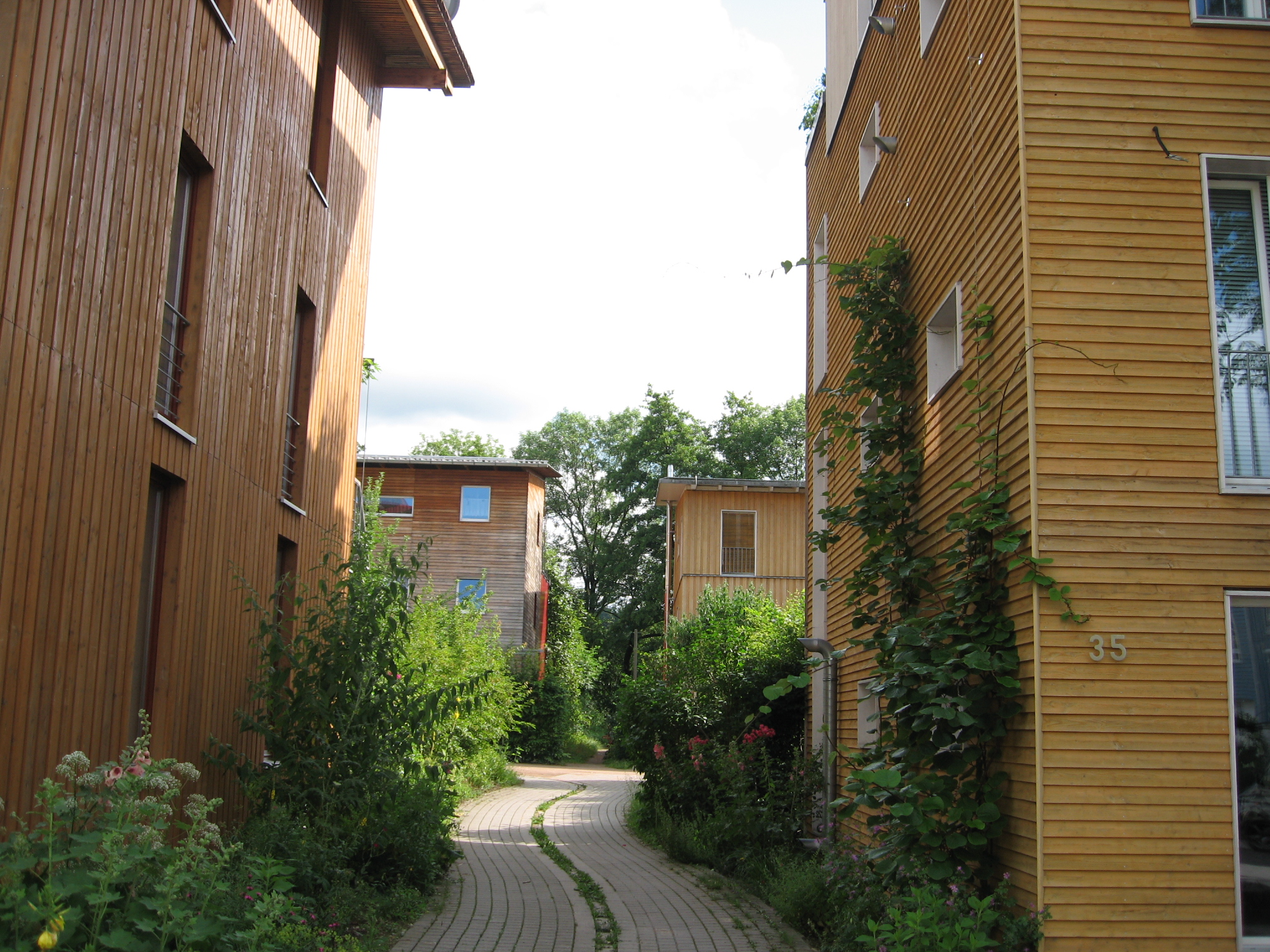
Dřevěné obložení některých fasád

Všechny domy jsou postaveny ve standardu nízké spotřeby energie, přičemž 100 jednotek je navrženo ve standardu pasivního domu. Ostatní budovy jsou vytápěny kogenerací tepla a energie spalováním dřevní štěpky, zatímco mnoho budov má solární kolektory nebo fotovoltaické články. Snad nejlepším příkladem udržitelné výstavby je skupina budov Solar Settlement, v níž se nachází 59 bytů. Jedná se o první bytovou komunitu na světě, ve které mají všechny domy pozitivní energetickou bilanci. Přebytek solární energie se prodává do městské sítě.

## Doprava
Doprava ve Vaubanu je řešena primárně pěšky nebo na kole. Projekt je propojen s centrem Freiburgu tramvají a je rozložen lineárně podél kolejí, takže všechny domy jsou v docházkové vzdálenosti od tramvajové zastávky. K roku 2009 zhruba 70% domácností fungovalo bez osobního automobilu. Počet domácnosti vlastnících automobil přitom v čase postupně klesal.
Jízda na kole je hlavním způsobem dopravy pro většinu cest a většinu činností, včetně dojíždění a nakupování.

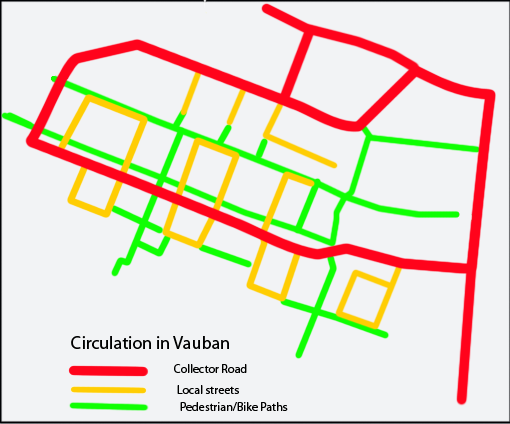
Schematické znázornění dopravní sítě ve Vaubanu. Ukazuje odklon od tradiční jednoduché mřížky a přijetí komplexní kombinované mřížky. Výkres zobrazuje tři typy ulic: silnice červeně, místní ulice oranžově a komunikace pro pěší a cyklisty zeleně

Preferenci chůze a jízdy na kole lze částečně přičíst rozložení čtvrti. Na základě předchozích zkušeností se plán odchyluje od jednoduché mřížky a vytváří síť, která zahrnuje princip „filtrované propustnosti“. Znamená to, že geometrie sítě upřednostňuje aktivní způsoby dopravy a znemožňuje průjezd aut, která "vyfiltrovává". Toho je dosaženo snížením počtu ulic procházejících sousedstvím. Většina uliček mimo hlavní průjezdy čtvrtí jsou obloukové komunikace připojené oběma konci ke stejné hlavní ulici nebo jsou úplně slepé (viz obrázek). I když jsou nespojité pro automobily, připojují se k síti pěších a cyklistických stezek, které procházejí celým sousedstvím. Tyto cesty navíc procházejí otevřenými prostranstvími nebo kolem nich, což ještě zvyšuje požitek z výletu. Logika filtrování dopravního módu je plně vyjádřena v novém komplexním modelu pro vytyčení čtvrtí a okresů - Fused Grid.
Většina obytných ulic Vaubanu je v režimu tzv. stellplatzfrei - doslova „bez parkovacích míst“. Vozidla mohou těmito ulicemi projíždět krokem a zajišťovat zásobování objektů, ale není možné zde zaparkovat. Přestože se objevují dopravní přestupky, systém závisí v zásadě na společenském konsensu - existuje jen málo úředních kontrol. Domácnosti jsou každý rok povinny podepsat prohlášení potvrzující, že vlastní či nevlastní auto. V případě, že auto vlastní, existuje povinnost koupit si místo na jednom z vícepodlažních parkovišť na okraji čtvrti. V roce 2006 byla cena místa 17 500 EUR plus měsíční poplatek za služby. Celoměstský car-sharingový systém měl k roku 2006 největší koncentraci členů ze svých celkem 2500 právě ve Vaubanu - nejméně deset jeho vozů bylo trvale rozmístěno v rámci čtvrti.

## Historie
Lokalita byla původně vybudována v roce 1936 pro funkci vojenské základny a po druhé světové válce přešla pod správu francouzských sil okupujících okolní region. Armáda odsud odešla v roce 1992. Během několika let byly prázdné budovy obsazeny různými skupinami hippies a anarchistů. Po bojích s místní samosprávou získali squatteři práva na čtyři z původních dvaceti kasáren. Ve stejné době také skupina s názvem „Forum Vauban“ naléhala na městskou radu Freiburgu, aby tuto lokalitu rozvíjela ekologickým způsobem. Zbývajících 38 hektarů se pak povedlo získat městské radě, která delegovala povinnou komunitní konzultaci na Forum Vauban. Tato spolupráce mezi Radou a skupinou Forum Vauban pak vedla k vytvoření masterplanu pracujícího s konceptem čtvrti bez aut.
Většina jednotlivých pozemků byla prodána do rukou Baugruppen (skupiny pro společné bydlení), jejichž nabídky byly hodnoceny podle kritérií upřednostňujících rodiny s dětmi, starší lidi a obyvatele Freiburgu. Některé Baugruppen byly vytvořeny architekty, jiné budoucími obyvateli, kteří plánovali různé prvky vlastní výstavby. Některé z dalších pozemků byly prodány soukromým developerům.
Další část oblasti byla využita pro studentské koleje univerzity ve Freiburgu. Někteří bývalí obyvatelé těchto budov se usídlili v rozmanitém sortimentu osobních, dodávkových a vysloužilých státních služebních vozidel a vytvořili komunitu nazývanou Wagenplatz.
Další „alternativní“ projekty například pracovaly s přeměnou starých kasáren s minimálními náklady na nové využití. Jedním z takových projektů je S.U.S.I., samosprávná nezávislá rezidenční iniciativa, která prostřednictvím konceptu alternativního bydlení vytvořila obytné prostory pro studenty i sociální bydlení. Samosprávná budova komunitního centra 037 (německy Stadtteilzentrum Haus 037) byla založena v jedné ze zachovaných budov kasáren. Některá bývalá kasárna byla obsazena počátkem roku 2005, protože hrozila jejich demolice .
K roku 2009 ve Vaubanu bydlelo celkem 5500 obyvatel. 